# Tim N. Machin
Timothy N. „Tim“ Machin (* August 1822 in New York; † 20. Dezember 1905 in Oakland, Kalifornien) war ein US-amerikanischer Politiker. Zwischen 1863 und 1867 war er Vizegouverneur des Bundesstaates Kalifornien.

## Werdegang
Nach einem Jurastudium und seiner Zulassung als Rechtsanwalt begann Tim Machin Anfang der 1850er Jahre in Monoville (Kalifornien) in diesem Beruf zu arbeiten. Politisch schloss er sich der Republikanischen Partei an. In den Jahren 1862 und 1863 saß er in der California State Assembly, deren Präsident er im Jahr 1863 war. Als loyaler Anhänger der Union setzte er sich während des Bürgerkrieges vehement für deren Sache ein.
1863 wurde Machin an der Seite von Frederick Low zum Vizegouverneur von Kalifornien gewählt. Dieses Amt bekleidete er zwischen 1863 und 1867. Dabei war er Stellvertreter des Gouverneurs und Vorsitzender des Staatssenats. Außerdem leitete er das San Quentin State Prison. Nach seiner Zeit als Vizegouverneur arbeitete er in der Immobilienbranche. Bis zu seinem Tod unterhielt er ein Büro in San Francisco. Er starb am 20. Dezember 1905 in Oakland.